# Marit Bouwmeester
Marit Bouwmeester (ur. 16 czerwca 1988 w Boarnsterhim) – reprezentantka Holandii w żeglarstwie, srebrna medalistka XXX Letnich Igrzysk Olimpijskich w Londynie, mistrzyni i wicemistrzyni świata w klasie Laser Radial.
Jej chłopak Ben Ainslie jest również żeglarzem i medalistą olimpijskim.